# Musel de Kars
Musel de Kars en armeni Մուշեղ Կարսի ; mort l'any 984) fou un membre de la família armènia dels Bagràtides, rei de Kars del 962 a 984.
Musel era fils d'Abas I, rei d'Armènia.
En 962, el seu germà Asoci III li va donar terres al voltant de Kars, així com el títol reial. El 972, quan l'emperador Joan I Tsimiscés va fer una visita a Armènia per prendre possessió del Taron (cedit pel seu príncep a l'imperi) i de pas impressionar als prínceps i reis armenis, Musel va enviar el seu hereu Abas (després rei Abas I de Kars) al front d'un exèrcit per unir-se als altres prínceps i reis armenis, al llac Van, i mostrar als romans d'Orient que els armenis no acceptarien fàcilment l'annexió a l'imperi. Impressionat, Joan Tsimiscés va preferir escurçar la seva visita.
A la mort d'Asoci III, el 977, Musel va disputar la successió del tron d'Armènia al seu neveu Simbaci II el Cosmocràtor. Va seguir una guerra entre l'oncle i el nebot. Simbaci va agafar avantatge, però Musel va obtenir el suport de David III d'Ibèria, príncep de Taik, curopalata i vassal de l'Imperi Romà d'Orient. Volent evitar conflictes amb l'Imperi Romà d'Orient, Simbaci va acceptar fer la pau amb el seu oncle.
Mouchel va morir el 984, deixant un únic fill de la seva esposa, una filla de Sevada II príncep de Gardman i d'Aghuània : Abas I de Kars, que el va succeir.